# 費承勛
費承勛（?—?），浙江仁和人，清朝政治人物。进士出身。
乾隆58年（1793年），擔任清朝遵义府婺川縣知縣。后由佟澤洪接任。